# Mohamed Ajub Kan
Mohamed Ajub Kan, pakistanski maršal in politik, * 14. maj 1907, Britanska Indija, † 19. april 1974, Islamabad.

## Življenjepis
Ajub Kan je študiral na vseučilišču v Aligarhu in na vojni akademiji v Sandhurstu.
1951 je bil imenovan za vrhovnega poveljnika kopenske vojske.
Od oktobra 1958 do marca 1969 je bil predsednik Pakistana.